# Phaeococcomyces nigricans
Phaeococcomyces nigricans är en svampart som först beskrevs av M.A. Rich & A.M. Stern, och fick sitt nu gällande namn av de Hoog 1979. Phaeococcomyces nigricans ingår i släktet Phaeococcomyces och familjen Herpotrichiellaceae.   Inga underarter finns listade i Catalogue of Life.